# Windows 9x
A Windows 9x összefoglaló név alatt a Microsoft Windows operációs rendszer MS-DOS-on és a Windows 95 rendszermagján alapuló verzióit (95, 98 és Me) értjük.
1998-ban az otthoni számítógépek 82%-án a Windows valamely verziója futott.
A termékek értékesítése 2004-ben szűnt meg.

## Története
A Microsoft az 1991-es PDC-n bejelentette, hogy a Windows NT és a Windows 3.11 képességeit egy szoftverben fogja összevonni. A Cairo kódnevű projekt annak komplexitása miatt soha nem készült el, azonban egyes részeit más Windows-verziókba beépítették.

### Windows 95

A Windows 95 logója

A Windows 3.11-et követő operációs rendszer a Chicago kódnevet kapta. A szoftver képes volt a 32 bites ütemezett feladatkezelésre, azonban egyes részei a visszafelé való kompatibilitás miatt 16 bitesek maradtak. Kezdetben nem tervezték a felhasználói felület cseréjét, azonban a Chicago végül megkapta a Cairo kinézetét és egyéb funkciókat is (például Plug&Play-támogatás).
Az örökölt 16 bites kódrészek hatással voltak a szoftver teljesítményére és stabilitására. A végül Windows 95-nek elnevezett operációs rendszert 1995. augusztus 24-én adták ki.
Öt változata jelent meg:
- Windows 95 – első kiadás
- Windows 95 A – az OEM Service Release (OSR) 1-gyel bővített kiadás
- Windows 95 B – OSR 2 kiadás, az Internet Explorer 3-as verziója és a FAT 32 támogatása
- Windows 95 B USB – OSR 2.1 kiadás, az USB támogatása
- Windows 95 C – OSR 2.5 kiadás az Internet Explorer 4-es verziójával

Az OSR 2, 2.1 és 2.5 változatait végfelhasználók számára nem értékesítették. Az első Microsoft Plus! verzió a Windows 95-höz jelent meg.

### Windows 98

A Windows 98 logója

Az 1998. június 25-én megjelent Windows 98 támogatta a két gigabyte-nál nagyobb partíciókat, jobb USB-kezelést biztosított, emellett tartalmazta az Internet Explorer 4.0 verzióját is.
Az 1999. május 5-én kiadott Windows 98 Second Edition jobb hang- és modemtámogatást kínált, valamint lehetővé tette az internetkapcsolat megosztását. Sokak szerint ez a Windows 9x vonal legstabilabb rendszere; egyesek szerint a 98 bétája megbízhatóbb volt, mint a 95 végleges kiadása.

### Windows Me

A Windows Me logója

A 2000. szeptember 14-én kiadott Windows Millenium Edition több multimédiás funkciót (például Windows Movie Maker) tartalmazott, valamint az első Windows, amely támogatja a rendszer-visszaállítást. Az új rendszer funkcióinak többsége a Windows Update-en keresztül régebbi rendszerekre is elérhetővé vált.
A Windows Me-t számos kritika érte instabilitása, a rendszeres összeomlások miatt. A PC World a rendszert „Mistake Editionnek” („téves kiadásnak”) nevezte el, és negyedik helyre sorolta a legrosszabb műszaki termékek listáján.
A Microsoft letiltotta a DOS-módba lépés lehetőségét, azonban ezt a felhasználók hamar visszaállították.

### A támogatás megszűnése
A Windows 95 kiterjesztett támogatása 2002. december 31-én, a 98-é, 98 Second Editioné és Millenium Editioné pedig 2006. július 11-én szűnt meg. A DirectX a Windows 95-öt a 8.0a, a többi rendszer esetében pedig a 9.0c verzióig támogatja. Előbbire az Internet Explorer 5.5 Service Pack 2, utóbbiakra pedig az Internet Explorer 6 Service Pack 1 telepíthető.
A Windows Update a 98, 98SE és Me rendszereken a támogatás vége után is működött (a szolgáltatás a Windows 95-ön nem létezett), de 2011-ben a frissítéseket eltávolították. A Millenium Editionben (és az XP-n) elérhető Microsoft Internet Games szervereit 2019. július 31-én állították le.

## Felépítése

### Rendszermag
A Windows 9x rendszerek 16/32 bites hibrid szoftverek. A memória két részből áll: rendszer- (kernel) és felhasználói szint. Kompatibilitási okokból az első megabyte memória nem védett; az operációs rendszerek instabilitásának egyik oka volt, hogy a rendszerbetöltéshez szükséges területet más, esetenként hibásan működő programok is használhatták.

#### Rendszerszint
A szinten a virtuálisgép-kezelő, a fájlkezelő és a beállításkezelő, valamint a Windows 98-tól kezdve a WDM eszközkezelő található. A virtuális memória mérete négy gigabyte: ebből kettő a rendszernek, kettő pedig az alkalmazásoknak van fenntartva.

#### Felhasználói szint
A Windows 9x három komponensből áll: a 16 és 32 bites alrendszer, valamint az MS-DOS. A grafikai feladatok számára kettő 64 kilobyte-os memóriablokk áll rendelkezésre; az erőforrás-igényesebb alkalmazások hosszabb idejű futtatása a rendszer összeomlását okozhatja.

### Rendszerleíró adatbázis
A Windows NT-hez hasonlóan a felhasználói és hardverbeállítások a rendszerleíró adatbázisban találhatóak. A korábbi verziók ezeket INI fájlokban tárolták, azonban ez a komplexebb rendszereknél már nem volt használható. A visszafelé való kompatibilitás miatt a Windows 9x beállításai is módosíthatóak az INI fájlok szerkesztésével.
A Windows 95 és 98 esetén az adatbázis a User.dat és System.dat fájlokból áll, a Millenium Edition esetén ez kiegészül a Classes.dattel.

### Virtuálisgép-kezelő
A virtuálisgép-kezelő (VMM) feladata a virtuális gépek létrehozása, futtatása, figyelése és leállítása, a kernelszinten futó virtuális feladatok kezelése; emellett a DOS-módban futtatandó alkalmazások számára előkészíti a megfelelő környezetet.

### Szoftveres támogatás
Az Unicode-karakterek támogatása a Microsoft Layer for Unicode telepítésével érhető el. A Windows 9x nem támogatja az NTFS-t és a HPFS-t, de harmadik féltől származó programokkal engedélyezni lehet. Az eseménynaplózás külső szoftverekkel (például Norton CrashGuard) lehetséges. A telepített programok esetenként felülírhatják a rendszer állományait, amely összeomláshoz vezethet. A jelenséget DLL hellnek (DLL-pokol) nevezik.
A Windows 9x egyfelhasználós rendszer; a FAT32 korlátai miatt nincs lehetőség a hozzáférési szintek beállítására.
Ha a helyi hálózaton Windows NT-t futtató gép is jelen van, lehetséges a biztonsági beállítások felhasználói szinten való módosítása.

### Hardveres támogatás
Windows 9x alatt az illesztőprogramokból kétféle létezik: virtuális és WDM. A VxD-k általában a .vxd vagy a .386 fájlkiterjesztést használják, a WDM-driverek pedig a .syst. A virtuális eszközillesztők betöltéséért és több háttérfeladatért az msgsrv32 felel. A multimédiás illesztők általában a .drv kiterjesztést használják; betöltésükhöz dinamikus csatolású könyvtárra (DLL) van szükség.
A DOS-hoz készült illesztőprogramok is használhatóak, azonban ezek negatív hatással vannak a rendszer teljesítményére, mivel az első 640 kilobyte memóriát használják, a processzornak pedig folyamatosan váltania kell a valós és a védett mód között. A Windows 9x-hez készült illesztők kernelszinten futnak, így fontos folyamatokat írhatnak felül, amely összeomláshoz vezethet.
A Windows 9x nem támogatja sem a HyperThreadinget, a többmagos processzorokat és a SATA-vezérlőket sem. A Windows Me az első Windows, amely támogatja a pendrive-okat. A Windows 95 OSR2 és a Windows 98 esetén elérhetőek harmadik féltől származó illesztőprogramok. A Windows 95 kezdeti verziói sem az USB-eszközöket, sem az AGP-gyorsítást nem támogatták.

### MS-DOS
A Windows 95-ben az MS-DOS szerepe a korábbiakhoz képest csökkent. Raymond Chen fejlesztő szerint a DOS a rendszerbetöltő szoftver mellett a 16 bites eszközkezelő réteg szerepét töltötte be.
A rendszerindításkor a DOS feldolgozta a Config.syst, majd futtatta a Command.comot, az Autoexec.batot, végül a Win.commal elindította a Windowst. Utóbbi fájl feladata a System.ini beállításainak végrehajtása, az EMM386 (kiterjesztettmemória-kezelő) futó példányainak leállítása, majd a védett módba lépés; ekkor a virtuális eszközkezelők (VxD-k) a rendszer-információkat a 32 bites fájlkezelőnek, és leállították a DOS-t (a VxD-k célja, hogy az operációs rendszer közvetlenül kommunikálhasson a hardverekkel). Ezután minden művelet 32 bites módban zajlott. A Windows Me esetében a Win.comot kiváltották az Io.sysből futtatott VMM32.vxd-vel.
A 16 bites eszközkezelő réteg célja a visszafelé való kompatibilitás: ha egy program a DOS-t próbálja elérni, a rendszer 16 bites módba vált; ha a futását befejezte, visszavált 32 bitre. Raymond Chen szerint a DOS-réteg nem valós, a rendszer azt csak szimulálja. A Windows 9x rendszerek képesek a DOS-os környezet virtualizálására.

#### MS-DOS-mód
A Windows 95 és 98 esetén lehetőség van DOS-módban indítani a rendszert; ilyenkor a processzor csak a memóriakezelő (EMM386) betöltésével kerül védett módba. Erre azon alkalmazásoknál lehet szükség, amelyek Windows alól indítva nem megfelelően futnak, de hibaelhárításra, illetve a kártékony programok eltávolítására is lehetőséget nyújt.
Mivel a DOS egyfeladatos rendszer, az azon alapuló operációs rendszerekből (mint a Windows 98) hiányoznak a jogosultsági beállítások; emellett a 16 bites illesztőprogramok használatával a WIndows instabillá válhat.

### Felhasználói felület
A rendszert parancssoros (CLI) és grafikus (GUI) módban is lehet használni. A Win16 és Win32 részét képező Graphics Device Interface a Windows 9x-ben felhasználói, az újabb rendszerekben rendszermag-szinten tölt be. Az áttűnéseket a Windows 9x nem támogatja.
Az alapértelmezett ablakkezelő a Windows Explorer, de mások által fejlesztett felületek is telepíthetőek.

## Fordítás
- Ez a szócikk részben vagy egészben  a   Windows 9x című angol Wikipédia-szócikk ezen változatának fordításán alapul.  Az eredeti cikk szerkesztőit annak laptörténete sorolja fel. Ez a jelzés csupán a megfogalmazás eredetét és a szerzői jogokat jelzi, nem szolgál a cikkben szereplő információk forrásmegjelöléseként.